# Naschmarkt

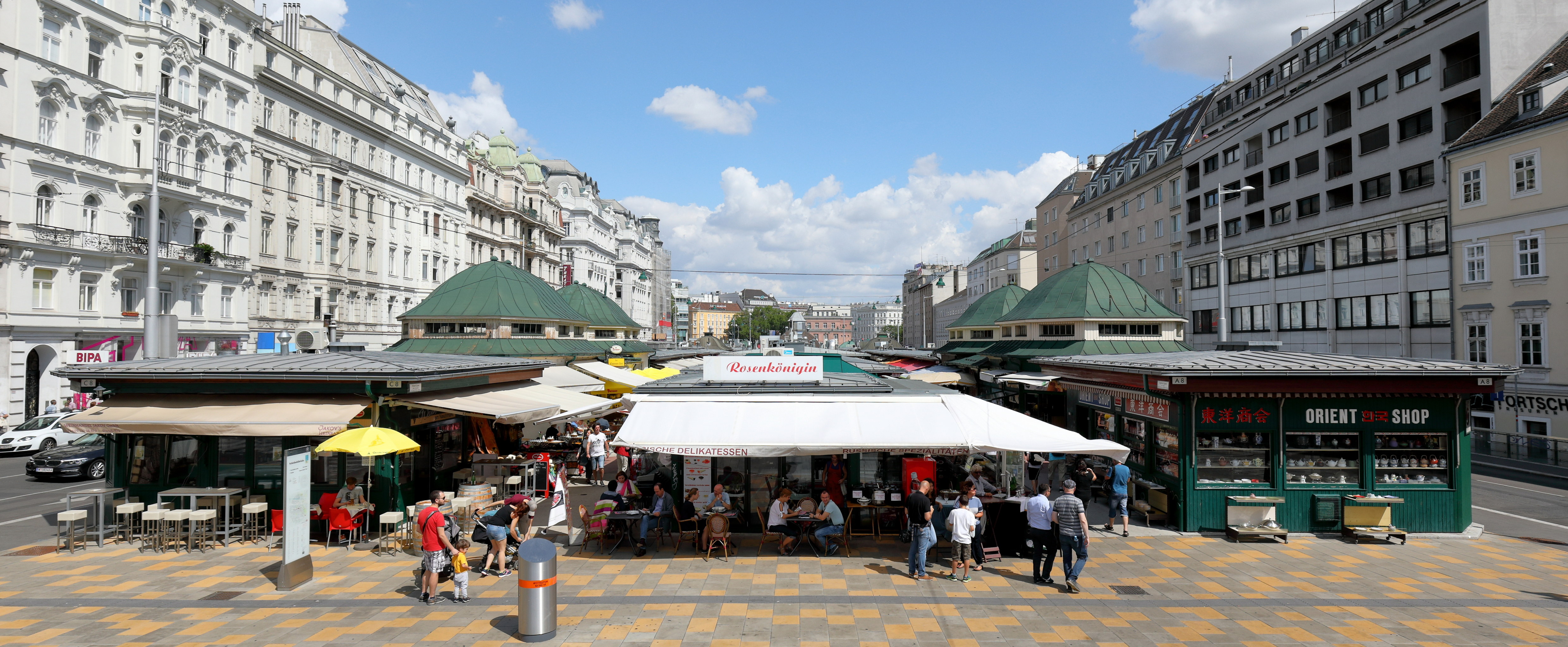
Jeden z kramów na terenie targu Naschmarkt.

Naschmarkt – targ w Wiedniu znajdujący się między ulicami Linke Wienzeile i Rechte Wienzeile, w 6 dzielnicy tzn. Mariahilf, ciągnący się pomiędzy Getreidemarkt oraz Kettenbrückengasse. 
Targ zajmuje powierzchnię 2,3 hektara i jest największym targiem miejskim w Wiedniu. 
Uważany jest za atrakcję turystyczną Wiednia. 
Początki dzisiejszego Naschmarktu sięgają 1780 roku. Początkowo targ był typowym targiem wiejskim, gdzie sprzedawano głównie produkty mleczne przywożone w pojemnikach z drewna jesionowego. Stąd początkowa nazwa Aschenmarkt (od słowa Asch w języku niemieckim Eschenholz co oznacza drewno jesionowe). 
Obecnie na targu kupić można warzywa, przyprawy, owoce, pieczywo, ryby z całego świata, w tym z krajów byłej Jugosławii, Turcji, Grecji, Japonii i Chin. 